# (96237) 1993 VL1
1993 في أل 1 (ويعرف أيضًا باسم (96237) 1993 في أل 1 وفق تسمية الكوكب الصغير) (بالإنجليزية: 1993 VL1)‏؛ هو كويكب ضمن حزام الكويكبات.
اكتُشف هذا الجُرم الفلكي بواسطة روبرت إتش ماكنوت في 4 نوفمبر 1993، وترتيبه 96237 من حيث الاكتشاف.

## الوصف
اكتُشف 962371993VL في 4 نوفمبر 1993 في مرصد سايدنغ سبرينغ، الواقع في وارومبونغل، نيوساوث ويلز في أستراليا، بواسطة عالم الفلك البريطاني روبرت إتش ماكنوت. وقد رصد المشروع 845 مشاهدة للكويكب إلى غاية 8 يوليو 2021 بتوقيت منطقة المحيط الهادئ، أي في مدة قدرها 10,097 يومًا (27.7 عام). تستغرق الفترة المدارية للكويكب 1,870 يومًا (5.1 عام).

## الخصائص المدارية
يتميز مدار هذا الكويكب بنصف محور رئيسي يبلغ 2.97 وحدة فلكية، وحضيض قدره 2.37 وحدة فلكية، وانحراف قدره 0.201 وزاوية ميلان 22.9 درجة بالنسبة لمسار الشمس. بسبب هذه الخصائص، أي نصف المحور الرئيسي بين 2 و3.2 وحدة فلكية وحضيض أكبر من 1,666 وحدة فلكية، يُصنف هذا الجُرم الفلكي وفقًا لقاعدة بيانات مختبر الدفع النفاث لأجرام النظام الشمسي الصغيرة كائنًا من حزام الكويكبات الرئيسي.

## الخصائص الفيزيائية
يُقدر القدر المطلق (H) لـ962371993VL بـ14.58 ووضاءته بـ0.064، مما يمكِّن تقدير قطره بـ 7.234كم. استُخلصت هذه النتائج بفضل ملاحظات مستكشف الأشعة تحت الحمراء عريض المجال (WISE)، وهو مرصد فضائي أمريكي وُضع في المدار في عام 2009 ويراقب السماء بأكملها بالأشعة تحت الحمراء، في عام 2011، نُشرت النتائج الأولى المتعلقة بالكويكبات من الحزام الرئيسي.

## وصلات خارجية
- (96237) 1993 VL1 في قاعدة بيانات مختبر الدفع النفاث لأجرام النظام الشمسي الصغيرة

- الاكتشاف · مخطط المدار ·  العناصر المدارية · المعلمات المادية

- (96237) 1993 VL1 على موقع ويكي سكاي: DSS2, SDSS, GALEX, IRAS, Hydrogen α, X-Ray, Astrophoto, Sky Map, Articles and images